# 弗里堡鎮區 (伊利諾伊州聖克萊爾縣)
弗里堡鎮區（英語：Freeburg Township）是位於美國伊利諾伊州聖克萊爾縣的一個行政鎮區。

## 地方資料
根據2010年美國人口普查的數據，弗里堡鎮區的面積為92.40平方千米，當中陸地面積為88.90平方千米，而水域面積為3.50平方千米。當地共有人口4911人，而人口密度為每平方千米53.15人。